# Zachary Hanson

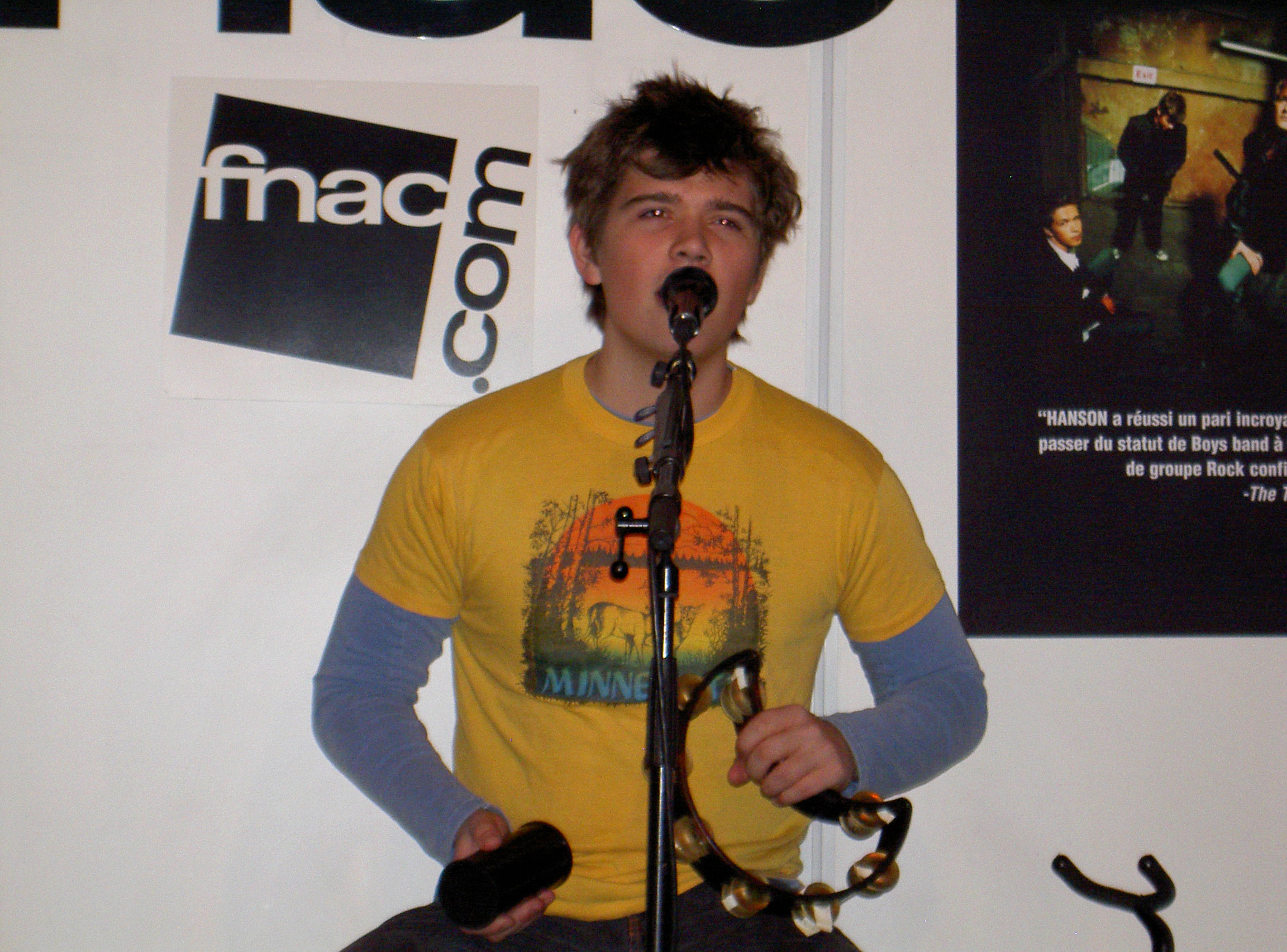
Zachary Hanson.

Zachary Walker Hanson, född 22 oktober 1985 i Arlington, Virginia, är en amerikansk musiker, den yngste av bröderna i bandet Hanson. Han spelar trummor och är singer/songwriter.
Zac är son till Clarke Walker Hanson och Diana Frances Hanson (född Lawyer). 
Han har utöver bröderna och bandmedlemmarna Taylor och Isaac även syskonen Jessica Grace (f. 1988), Avery Laurel (f. 1990), Joshua Mackenzie (f. 1994) och Zoë Genevieve (f. 1998).

## Privatliv
Den 3 juni 2006 gifte han sig med sin flickvän sedan fem år, Kate Tucker, i Atlanta, Georgia och tillsammans har de fem barn. Kate är barndomsvän med äldre brodern Taylors fru Natalie.